# Čenkov (Malšice)
Čenkov (v letech 1960–1975 Čenkov u Malšic, německy Tschenkau) je vesnice, část městyse Malšice v okrese Tábor v Jihočeském kraji. Nachází se asi dva kilometry jižně od Malšic. Čenkov leží v katastrálním území Čenkov u Malšic o rozloze 7,79 km², v jehož části je přírodní park Kukle.

## Historie
První písemná zmínka o vesnici pochází z roku 1373.

## Obyvatelstvo
| Rok            | 1869 | 1880 | 1890 | 1900 | 1910 | 1921 | 1930 | 1950 | 1961 | 1970 | 1980 | 1991 | 2001 | 2011 | 2021 |
| -------------- | ---- | ---- | ---- | ---- | ---- | ---- | ---- | ---- | ---- | ---- | ---- | ---- | ---- | ---- | ---- |
| Počet obyvatel | 395  | 410  | 366  | 319  | 306  | 299  | 280  | 251  | 260  | 240  | 255  | 231  | 223  | 235  | 236  |
| Počet domů     | 41   | 41   | 44   | 45   | 46   | 47   | 52   | 58   | 61   | 60   | 64   | 70   | 74   | 77   | 86   |

## Obecní správa
Při sčítání lidu v letech 1869–1975 Čenkov byl samostatnou obcí v okrese Tábor. Od 1. července 1975 je částí městyse Malšice v okrese Tábor. V letech 1850–1879 a v letech 1961–1975 k obci patřily Třebelice a v letech 1961–1975 také Dobřejice a Všechlapy.

## Osobnosti
V Čenkově žil a tvořil více než 50 let František Peterka (1920–2007), český akademický malíř, grafik, ilustrátor, člen Sdružení Hollar.

## Galerie

Čenkov - Malšice
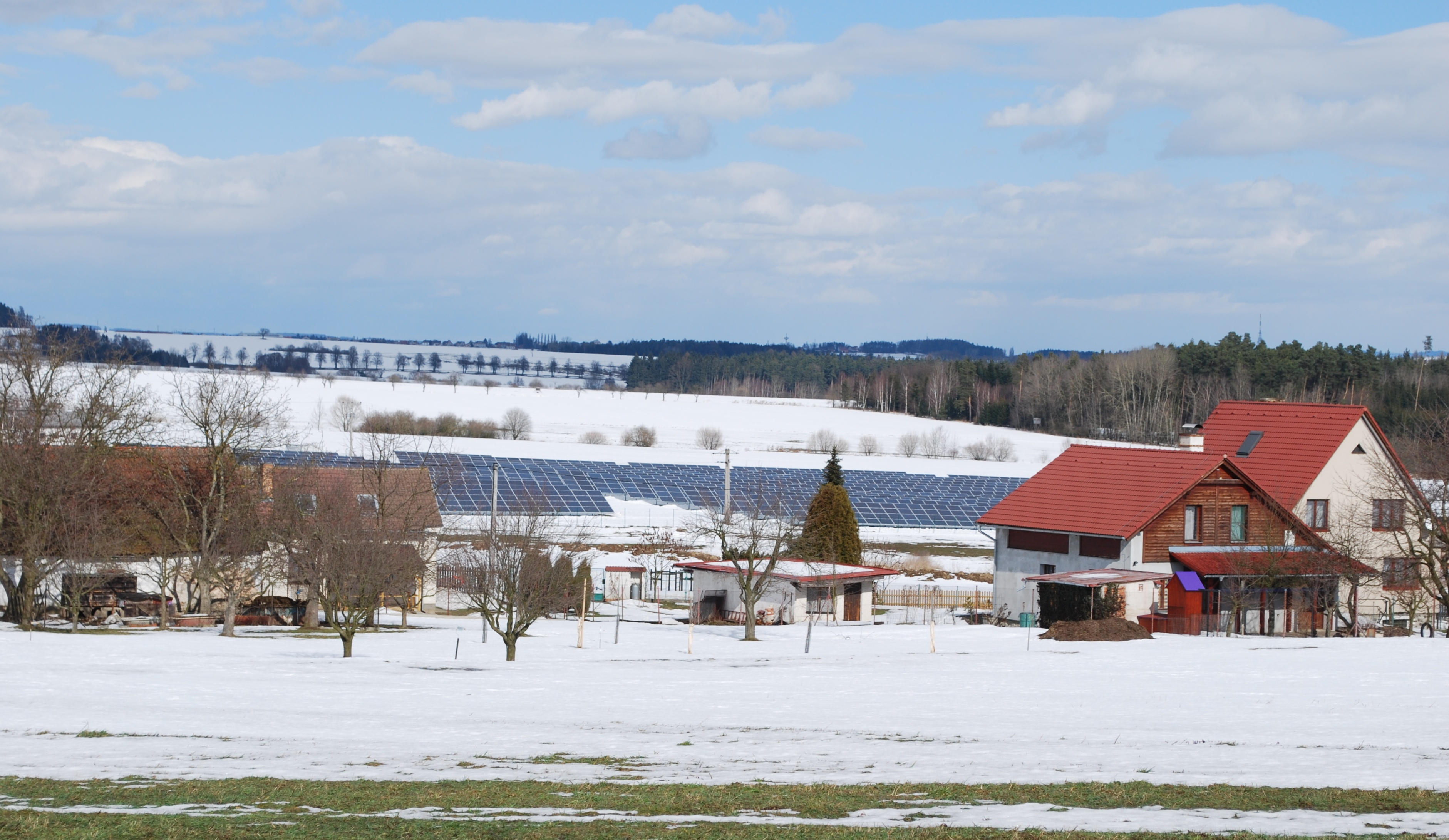
Obec z dálky
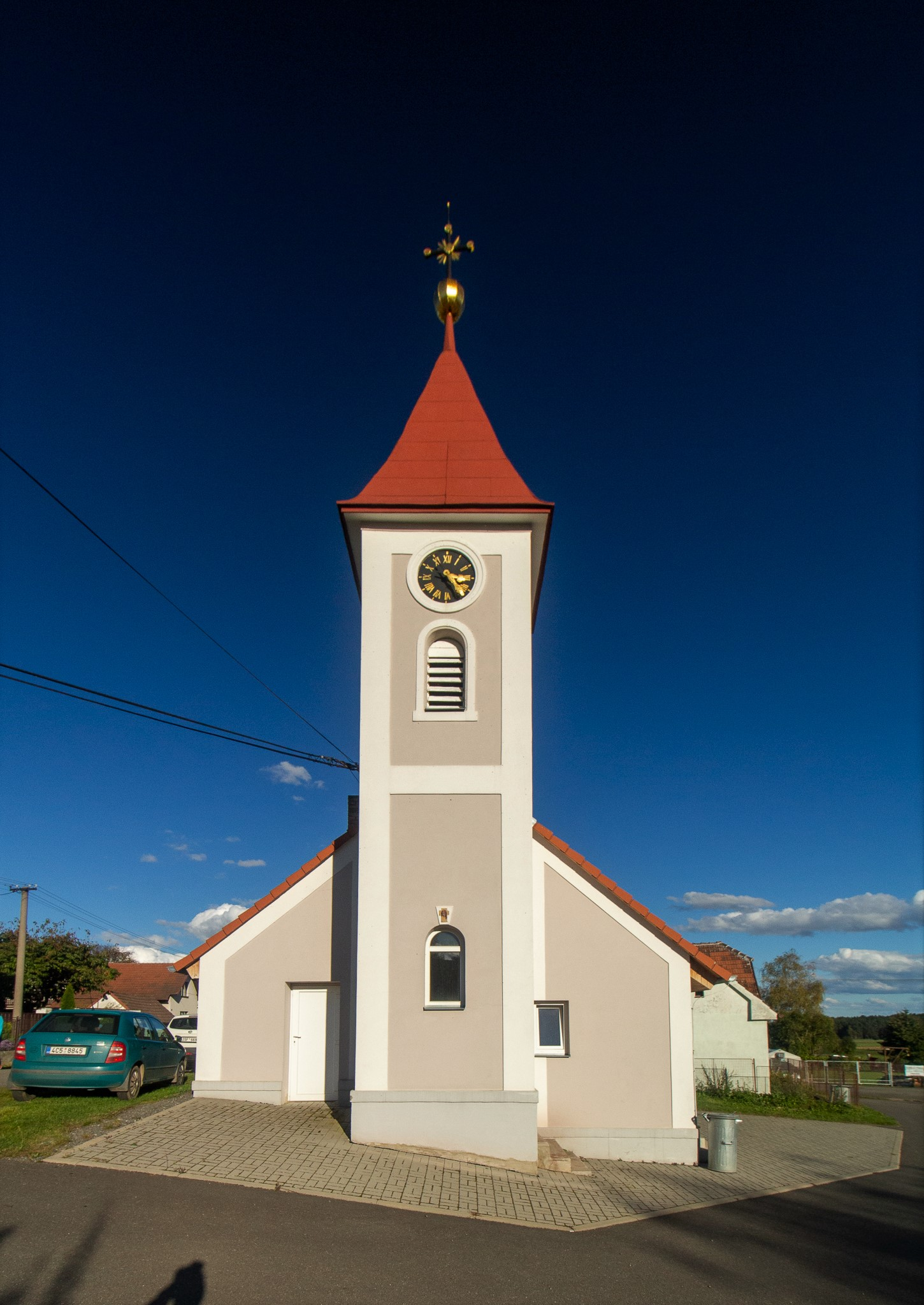
Kaple / požární zbrojnice
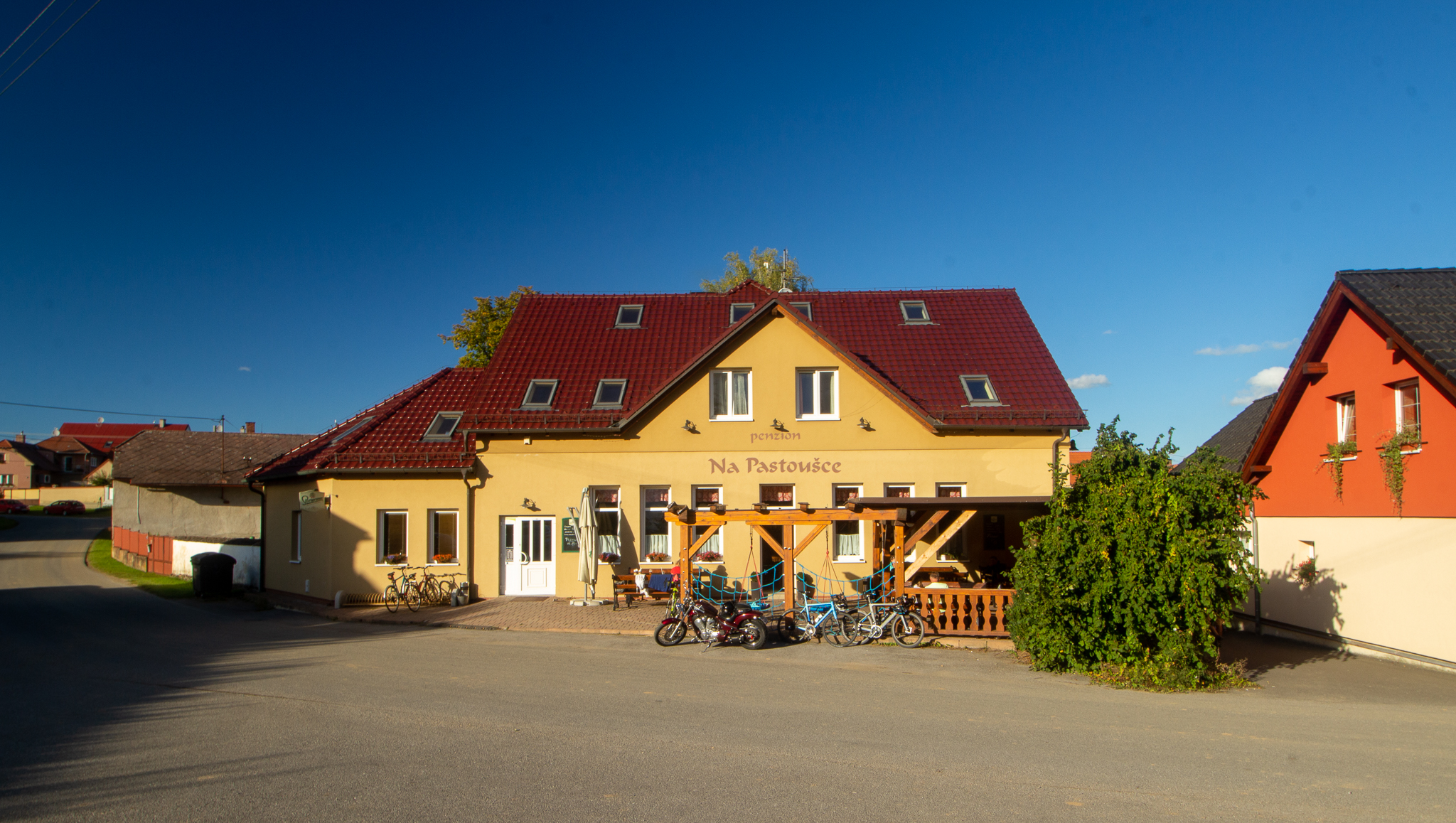
Pohostinství v centru obce
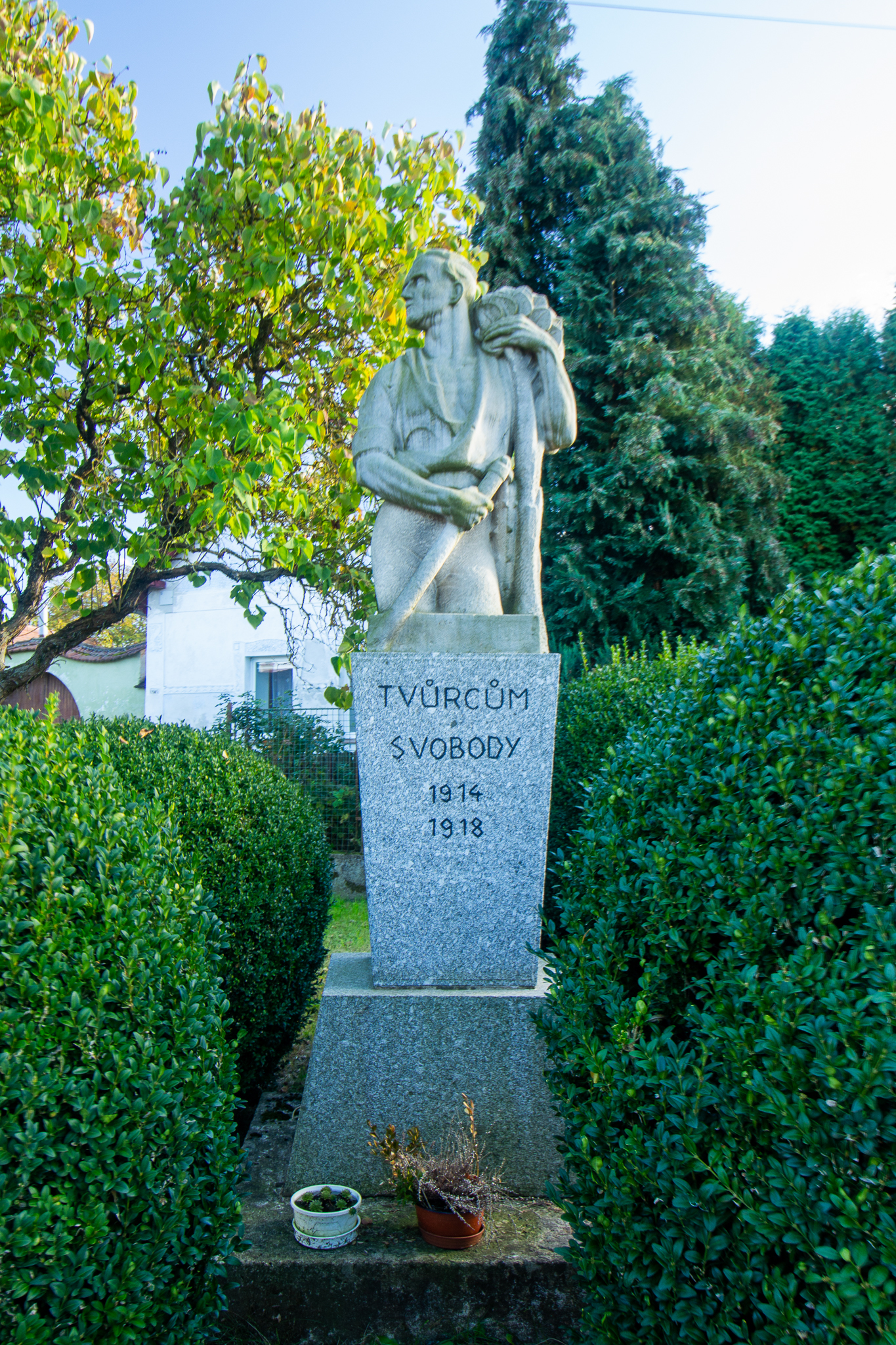
Památník hrdinům